# Калленс, Норберт
Норберт Калленс (нидерл. Norbert Callens 22 июня 1924, Wakken, Западная Фландрия — 12 марта 2005) — бельгийский профессиональный шоссейный велогонщик в 1945-1952 годах. Победитель этапа на Тур де Франс (1949) и многодневной велогонки Тур Бельгии (1945).

## Достижения
1945
1-й Тур Бельгии — Генеральная классификация
3-й Дварс дор Фландерен
1946
2-й Дварс дор Фландерен
3-й Тур Люксембурга
4-й Чемпионат Бельгии — Групповая гонка
5-й Тур Швейцарии — Генеральная классификация
6-й Париж — Ницца — Генеральная классификация
1947
10-й Париж — Брюссель
1949
1-й Три дня Западной Фландрии
Тур де Франс
1-й — Этап 3
1-й  Лидер в Генеральной классификации после Этапа 3
7-й Париж — Брюссель
1950
3-й Тур Нидерландов
1951
7-й Гент — Вевельгем

## Статистика выступлений

### Гранд-туры
| Гранд-тур                 | 1947 | 1948 | 1949 |
| ------------------------- | ---- | ---- | ---- |
| Джиро д’Италия            | —    | —    | —    |
| Тур де Франс              | НФ   | НФ   | НФ   |
| (c 2010 ) Вуэльта Испании | —    | —    | НП   |

| —  | Не участвовал               |
| НП | Соревнование не проводилось |
| НФ | Не финишировал              |